# 京都伝統工芸館
京都伝統工芸館（きょうとでんとうこうげいかん、英語: Gallery of Kyoto Traditional Arts & Crafs）は、京都府京都市中京区にある博物館。

## 概要
京都建築大学校と京都伝統工芸大学校により2003年に設立された。

## 沿革
- 2003年（平成15年）- 開館[1]。
- 2007年（平成19年）5月7日 - 皇太子視察[2]。